# Krystyna Śreniowska
Maria Krystyna Śreniowska z domu Oppenauer (ur. 21 listopada 1914 we Lwowie, zm. 12 maja 2013 w Łodzi) – historyk historiografii, profesor Uniwersytetu Łódzkiego.

## Życiorys
Urodziła się w rodzinie inteligenckiej. Studia historyczne ukończyła na Uniwersytecie im. Jana Kazimierza w 1937 roku. Jej mistrzami byli Stanisław Zakrzewski, Ludwik Kolankowski, Kazimierz Tyszkowski. W okresie okupacji była czynna w tajnym nauczaniu, a także do 1942 roku pracowała w Zakładzie Narodowym im. Ossolińskich, który znajdował się we Lwowie.  Od 1945 aż do przejścia na emeryturę w 1986 była związana z Instytutem Historii Uniwersytetu Łódzkiego. Tam w 1956 uzyskała stopień doktora w oparciu o pracę o Stanisławie Zakrzewskim. W 1964 habilitowała się na podstawie rozprawy o kulcie Tadeusza Kościuszki (Kościuszko. Kształtowanie poglądów na bohatera narodowego 1794-1894, Warszawa 1964). Profesor od 1992.
Od lat 70. XX w. była zaangażowana w działalność opozycyjną.
Jej mężem był Stanisław Śreniowski (1912–1957) – historyk prawa, profesor Uniwersytetu Łódzkiego; mieli dwoje dzieci: syna Józefa Śreniowskiego i córkę Barbarę Śreniowską-Szafran (1949–2013), socjologa, nauczycielkę, pisarkę, działaczkę opozycji, internowaną w stanie wojennym. Pochowana w Łodzi na cmentarzu na Radogoszczu w grobie męża – prof. Stanisława Śreniowskiego.

## Zainteresowania badawcze
Początkowo badała dzieje Polski Jagiellońskiej. Drugi nurt to historia historiografii i studia nad pamięcią oraz świadomością
historyczną. Krystyna Śreniowska należy, obok takich osób, jak: Marian Henryk Serejski, Jan Adamus, Franciszek Bronowski, Andrzej Feliks Grabski i Józef Dutkiewicz do czołowych reprezentantów łódzkiego ośrodka badań historiograficznych.

## Uczniowie
Do uczniów Krystyny Śreniowskiej należą m.in.: Filomena Bortkiewiczowa, historyk państwa i prawa polskiego, Henryk Michalak, historyk historiografii i metodolog, Rafał Stobiecki.

## Odznaczenia i nagrody
- Złoty Krzyż Zasługi (1973)
- Medal Uniwersytetu Łódzkiego „W służbie społeczeństwa i nauki” (1975)
- Nagroda Ministra Szkolnictwa Wyższego (1972)
- Krzyż Komandorski Orderu Odrodzenia Polski (2009)